# Gamzigrad (wieś)
Gamzigrad (cyr. Гамзиград) – wieś w Serbii, w okręgu zajeczarskim, w mieście Zaječar. W 2011 roku liczyła 683 mieszkańców.